# Рагби клуб Гренобл
Гренобл (енгл. Football Club de Grenoble Alpes Rugby) је француски рагби јунион клуб који се тамичи у Топ 14. Боје Гренобла су плава и црвена, а седиште је град Гренобл. Рагбистима Гренобла је једном пошло за руком да освоје титулу првака Француске 1954. Међу познатим играчима који су играли за Гренобл су Винсент Клерк, Лудовик Мерсиер, Џонатан Вишњевски, Вили Таофифенуа, Оли Баркли, Брајан Лиебенберг...
- Топ 14

- Шампион (1) : 1954.

Први тим
Даниел Килиони
Робинсон Кер
Рори Грис
Џонатан Бест
Кевин Гозе
Денис Коулзон
Бенџамин Тиери
Алипате Ратини
Гио Аплон
Џексон Вилсон
Нигел Хунт
Крис Ферел
Фабрис Естебанез
Џонатан Вишњевски
Чарл Меклеод
Џејмс Харт
Валентин Карент
Стефен Сетефано
Петер Кимлин
Анри Вандерглас
Ендрик Род
Џејмс Персивал
Бен Ханд
Сона Таумалоло
Валтер Десмаисон
Ентони Хегарти